# Peter Elias
Peter Elias (New Brunswick, 23 novembre 1933 – Cambridge, 7 dicembre 2001) è stato un informatico statunitense.
Nel 1955 ha introdotto i codici convoluzionali.
È morto all'età di 78 anni a causa della malattia di Creutzfeldt-Jakob.